# Miconia lanuginosa
Miconia lanuginosa är en tvåhjärtbladig växtart som beskrevs av Hipólito Ruiz López och Pav.. Miconia lanuginosa ingår i släktet Miconia och familjen Melastomataceae. Inga underarter finns listade i Catalogue of Life.